# Tairō

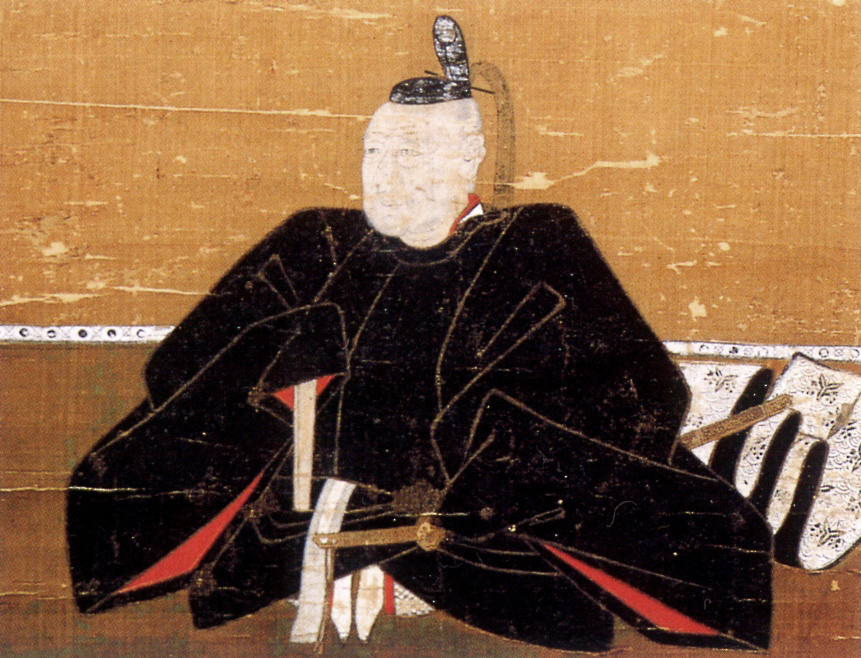
Representació de Dau Toshikatu.

Durant el govern del shogunat Tokugawa, al Japó del segle xvii, Tairō (大老, lit. "gran ancià") era una posició governamental d'alt rang. El tairō, un samurai veterà, usualment presidia el consell d'ancians en cas d'una emergència. Generalment, la funció del tairō era proveir al Japó d'un líder temporal capaç en cas que el shogun estigués absent o incapacitat.

## Llista dels tairō
| Nom                  | Feu      | Des de               | Fins                 |
| -------------------- | -------- | -------------------- | -------------------- |
| Sakai Tadayo         | Harima   | 12 de març, 1636     | 19 de març, 1636     |
| Doi Toshikatsu       | Shimousa | 7 de novembre, 1638  | 10 de juliol, 1644   |
| Sakai Tadakatsu      | Obama    | 7 de novembre, 1638  | 26 de maig, 1656     |
| Sakai Tadakiyo       | Harima   | 29 de març, 1666     | 9 de desembre, 1680  |
| Ii Naozumi           | Omi      | 19 de novembre, 1668 | 3 de gener, 1676     |
| Hotta Masatoshi      | Shimousa | 12 de novembre, 1681 | 28 d'agost, 1684     |
| Ii Naooki            | Omi      | 13 de juny, 1696     | 2 de març, 1700      |
| Yanagisawa Yoshiyasu | Yamato   | 11 de gener, 1706    | 3 de juny, 1709      |
| Ii Naooki            | Omi      | 13 de febrer, 1711   | 23 de febrer, 1714   |
| Ii Naoyuki           | Omi      | 28 de novembre, 1784 | 1 de setembre, 1787  |
| Ii Naoaki            | Omi      | 28 de desembre, 1835 | 13 de maig, 1841     |
| Ii Naosuke           | Omi      | 23 d'abril, 1858     | 3 de març, 1860      |
| Sakai Tadashige      | Harima   | 1 de febrer, 1865    | 12 de novembre, 1865 |